# アルマス・リンドグレン
アルマス・エリエル・リンドグレン（フィンランド語: Armas Eliel Lindgren, 1874年11月28日-1929年10月3日）は、フィンランドの建築家で教授、画家である。

## 経歴

### 前半生と職歴
アルマス・リンドグレンは1874年11月28日ハメーンリンナ生まれ、ヘルシンキ工科大学で建築を学び、1897年に卒業。学生ながらジョセフ・ステンバックとグスタフ・ニーストロムというフィンランドの名前の通った建築家2人の手伝いをする。1898年から翌99年にかけてスウェーデンやデンマーク、ドイツやフランス、イギリスで美術と文化の歴史を学んだ。それに先立つ1896年にはヘルマン・ゲセリウスとエリエル・サーリネンと3人共同でゲセリウス・リンドグレン・サーリネン建築事務所を立ち上げている。同所はフィンランド国立博物館（ヘルシンキ）など、いくつかの重要なプロジェクトを実現させた。

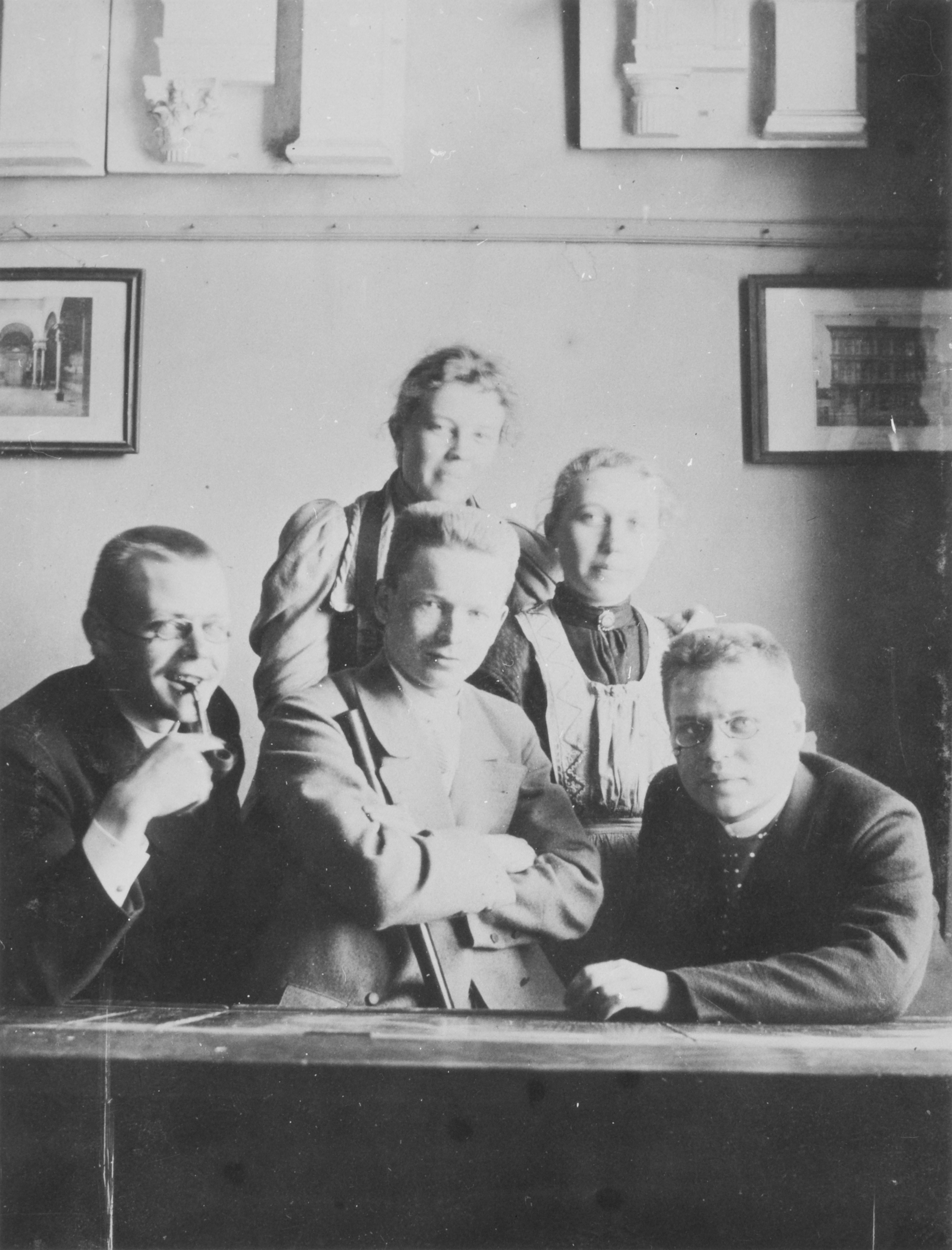
リンドグレン（前列右、1896年[注釈 1]）
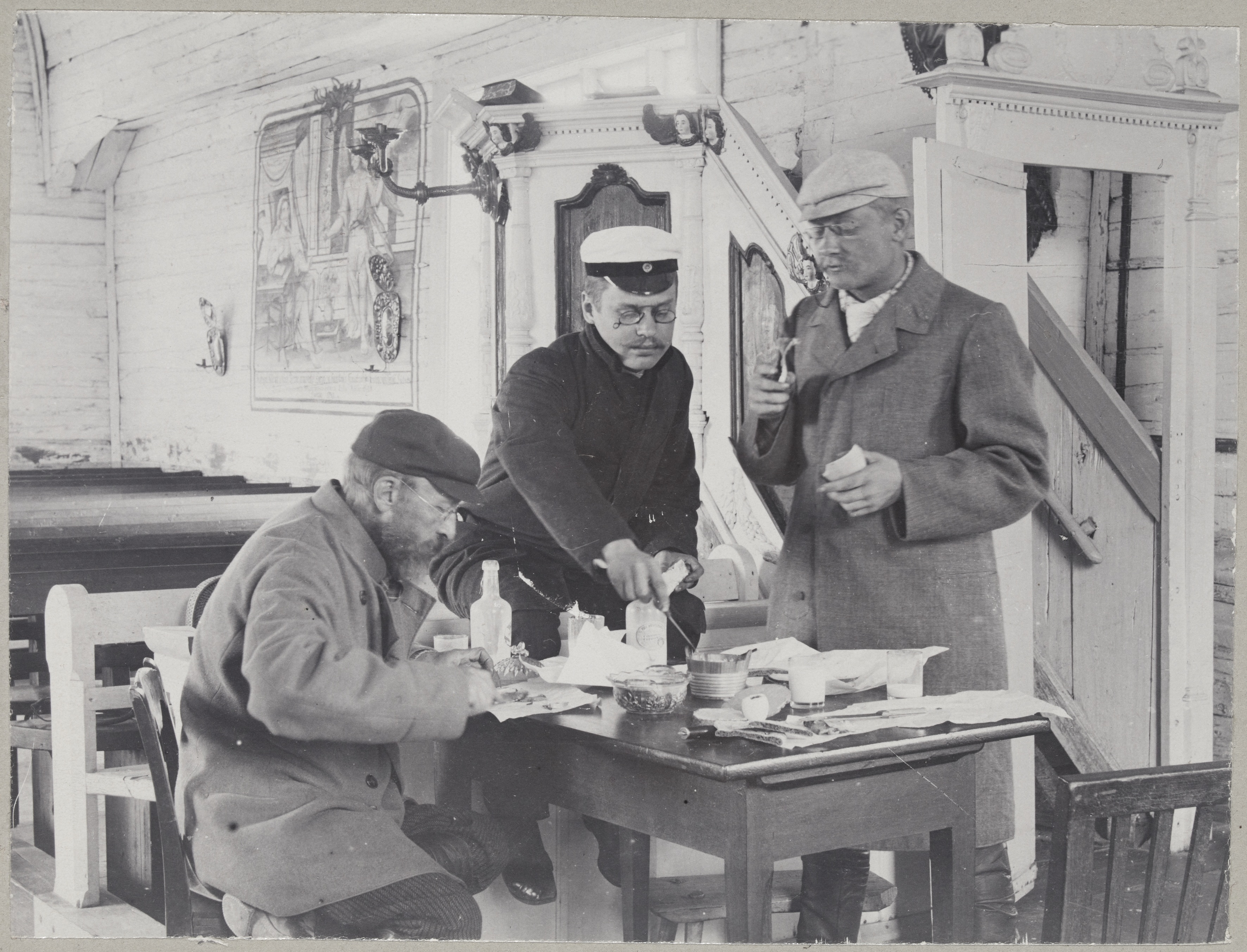
ケンペレ教会（英語）、1896年。
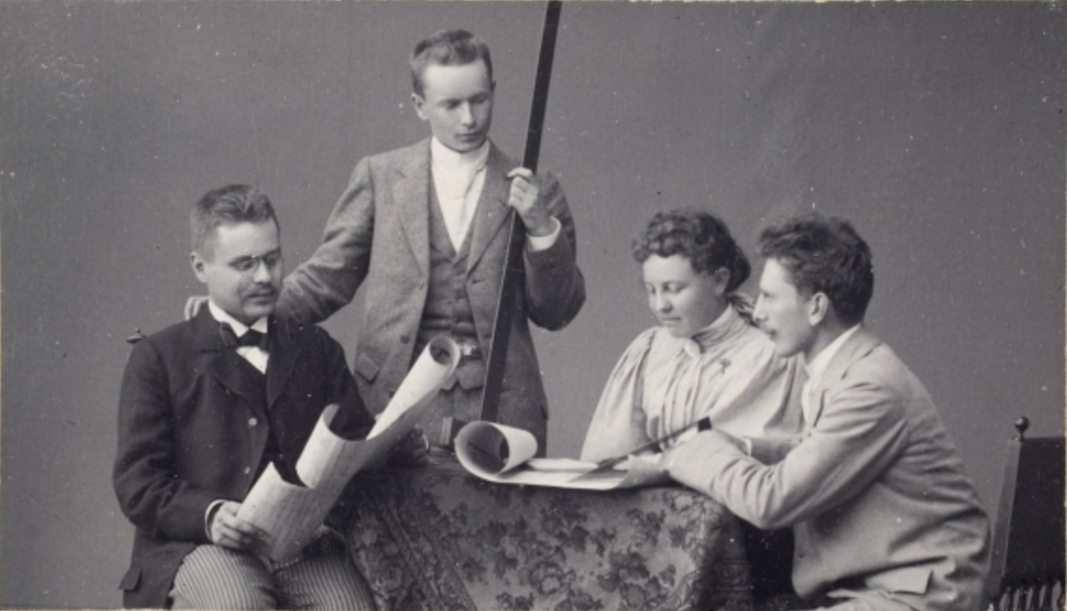
左からリンドグレン、エリエル・サーリネン、ヘルマン・ゲセリウス。1890年代後半（中央右はアルベルティナ・エストマン）Daniel Nyblin撮影。

### 教職
1900年、美術史の教師としてヘルシンキ工科大学で働き始める。1902年から1912年まで中央応用芸術学校（のちのヘルシンキ芸術デザイン大学）の芸術学部長を務めた。1905年、リンドグレンはゲセリウス・リンドグレン・サーリネン事務所を離れ、1908年に自分の事務所を設立した。その事務所にBertel Liljequistが1916年に入所した。
リンドグレンは1910年代にWivi Lönnと緊密に協力し、1910年にヘルシンキ新学生会館 (Uusi ylioppilastalo)を一緒に設計した。コルプ修道院も1911年に、
1912年にはエストニア劇場も手がけている。

### 教授職
リンドグレンは1919年にグスタフ・ニーストロムに代わってヘルシンキ工科大学建築学教授に就任、著名なフィンランドの建築家アルヴァ・アールトを教え、影響を与えることになる。

## 代表的な建物

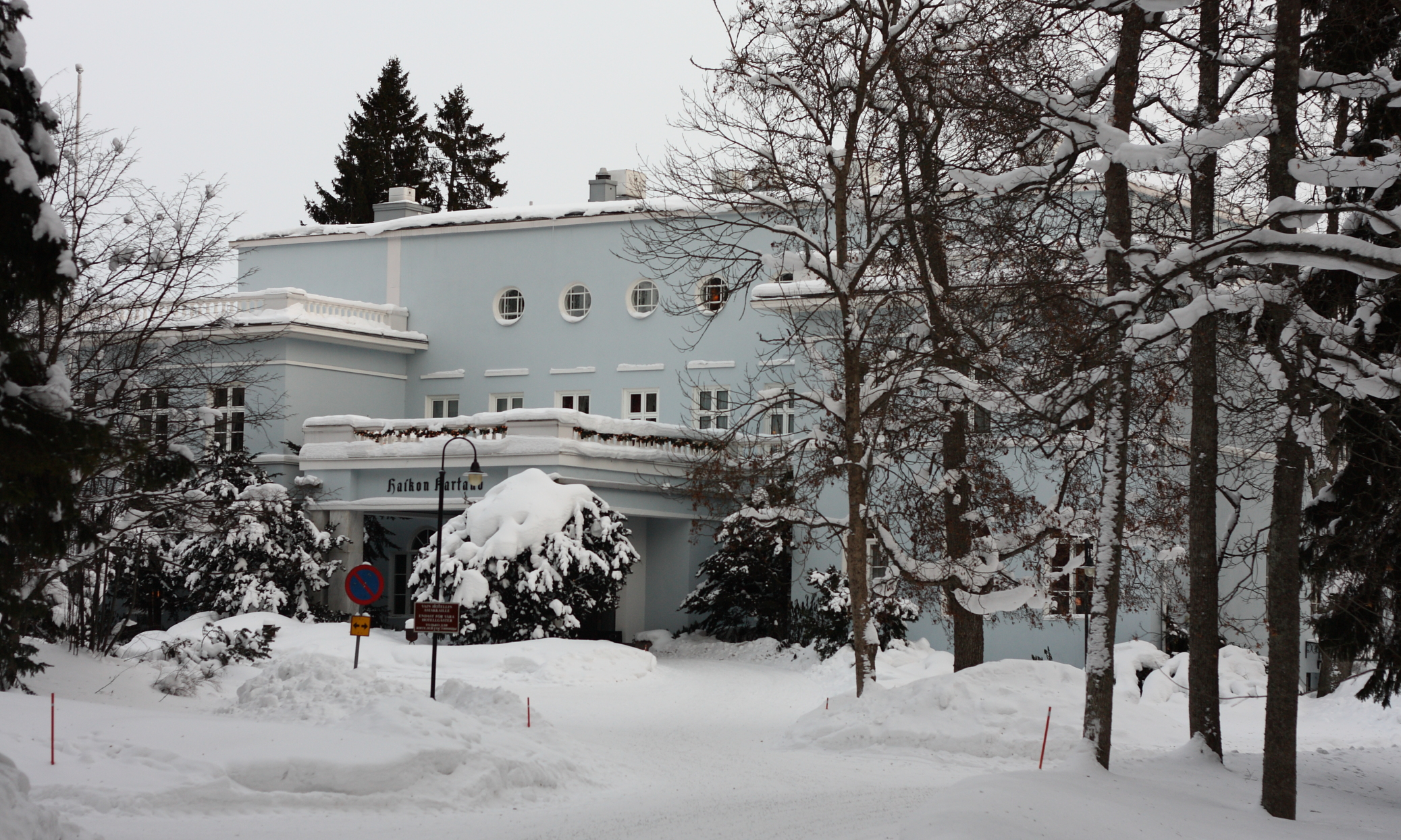
ハイッコ邸、1913年
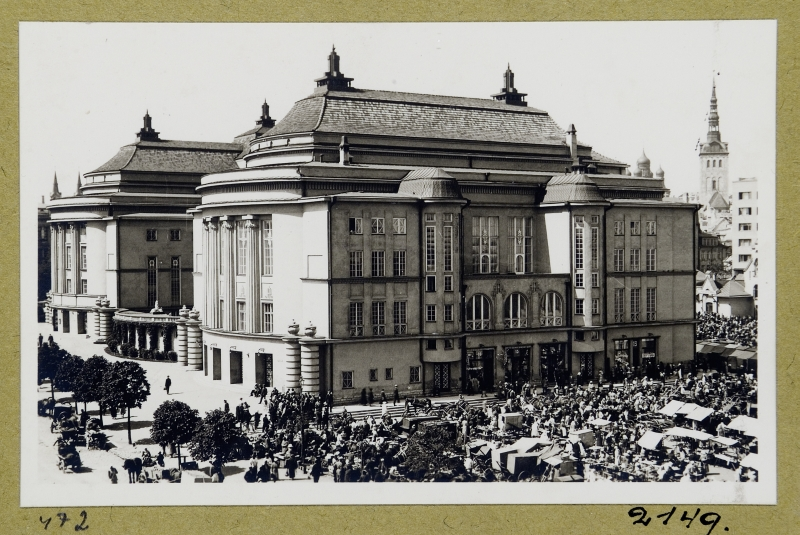
エストニア劇場（Estonia Theatre）、空爆で破壊される前の姿。1913年。共同設計は Wivi Lönn（英語）
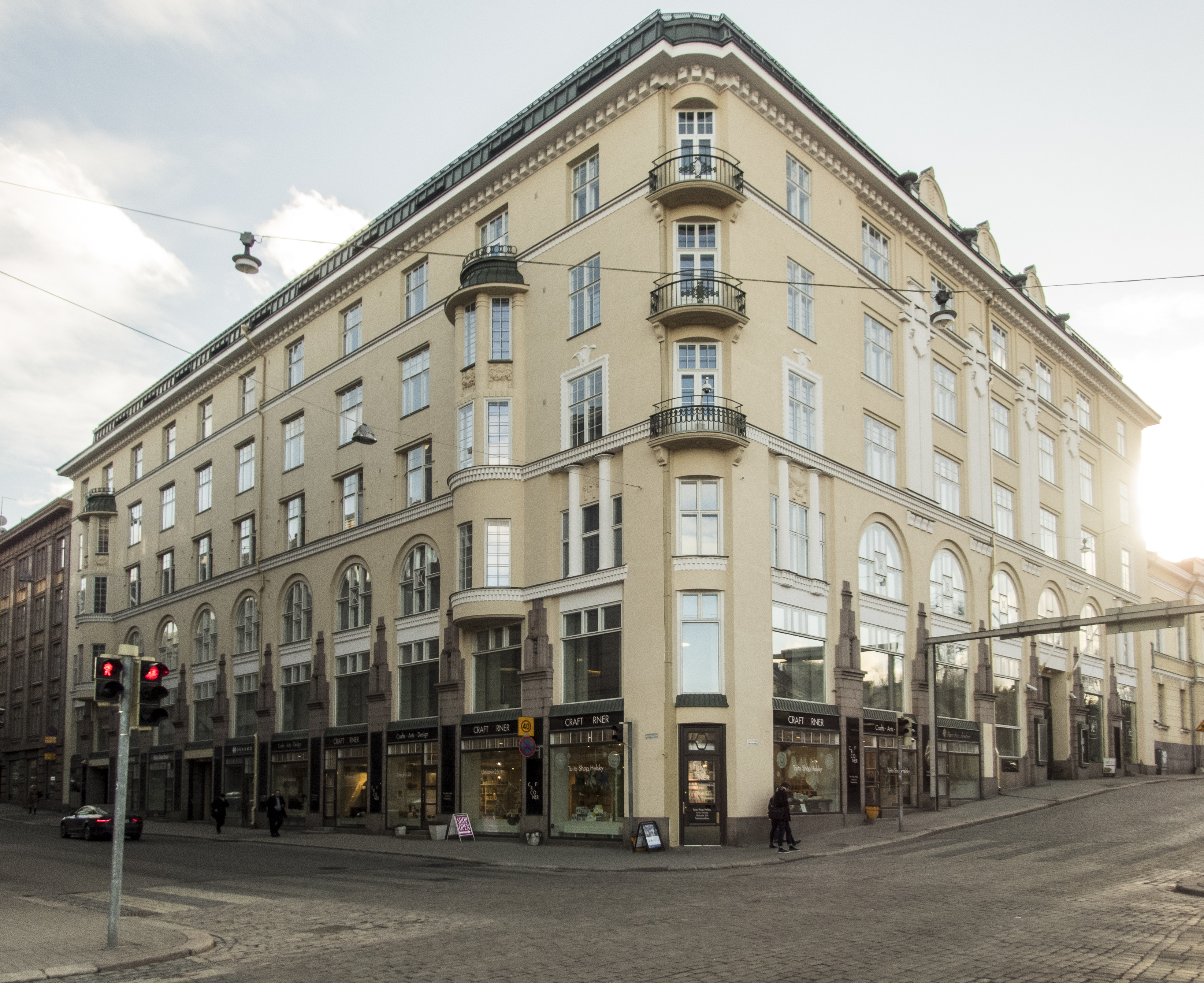
ウニオン通り26番とEteläesplanadi 4番の角、ヘルシンキ。1913年
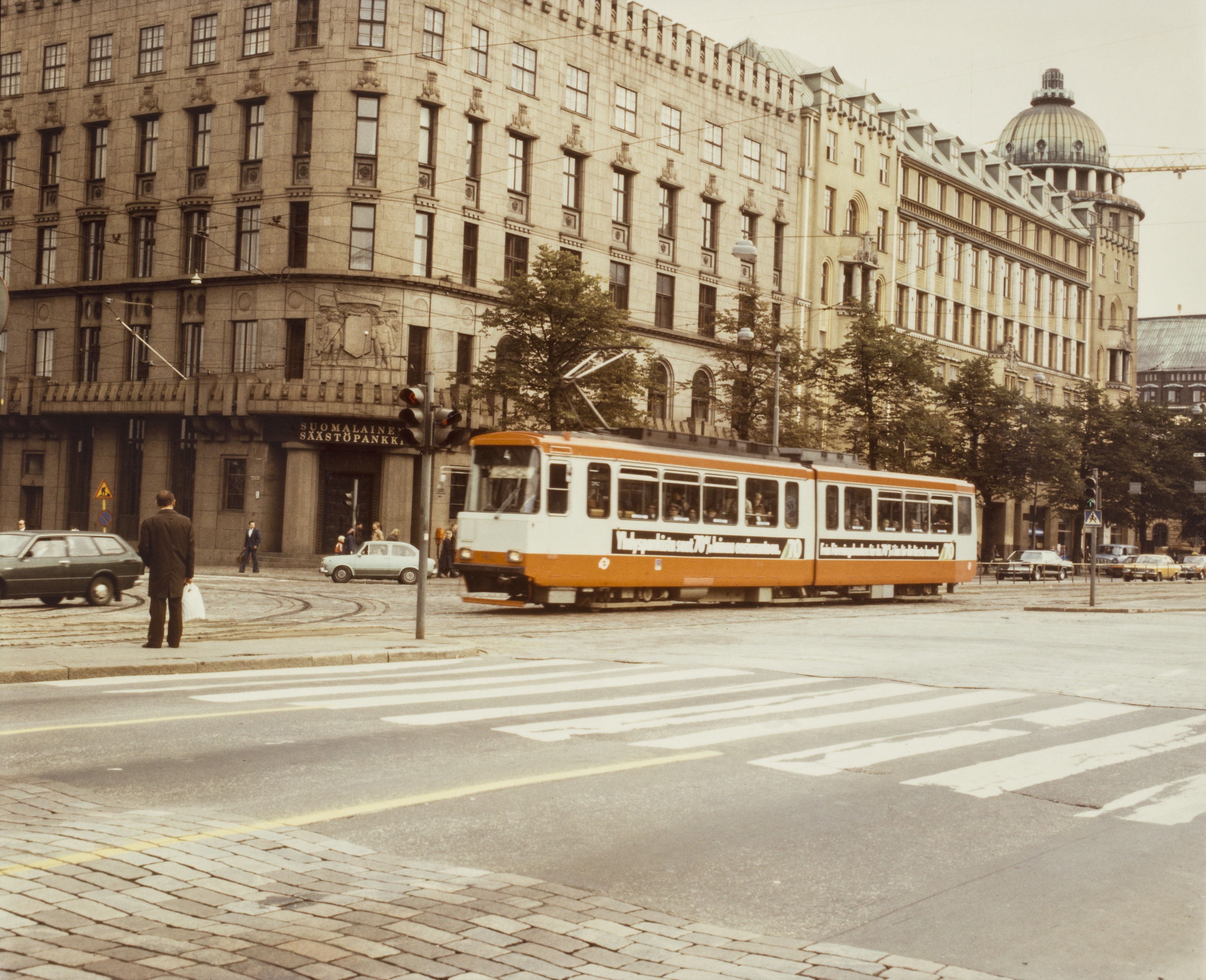
ヘルシンキのMannerheimintie 5–7番（1910年–1914年）。5番はUusi Ylioppilastalo（英語）。Wivi Lönnと共同設計。
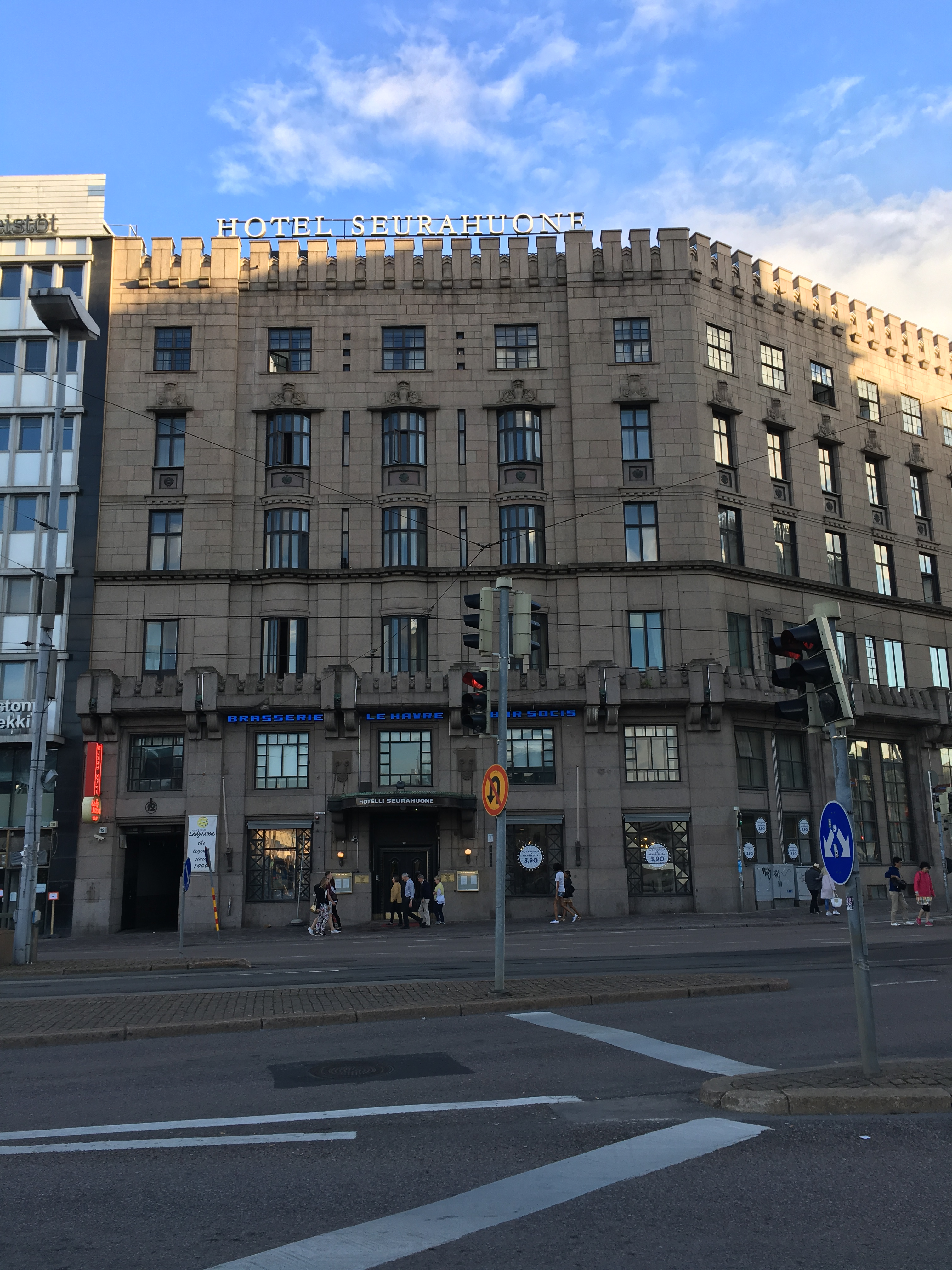
Hotel Seurahuone（旧カレワラ相互年金保険会社ビル）、1914年。
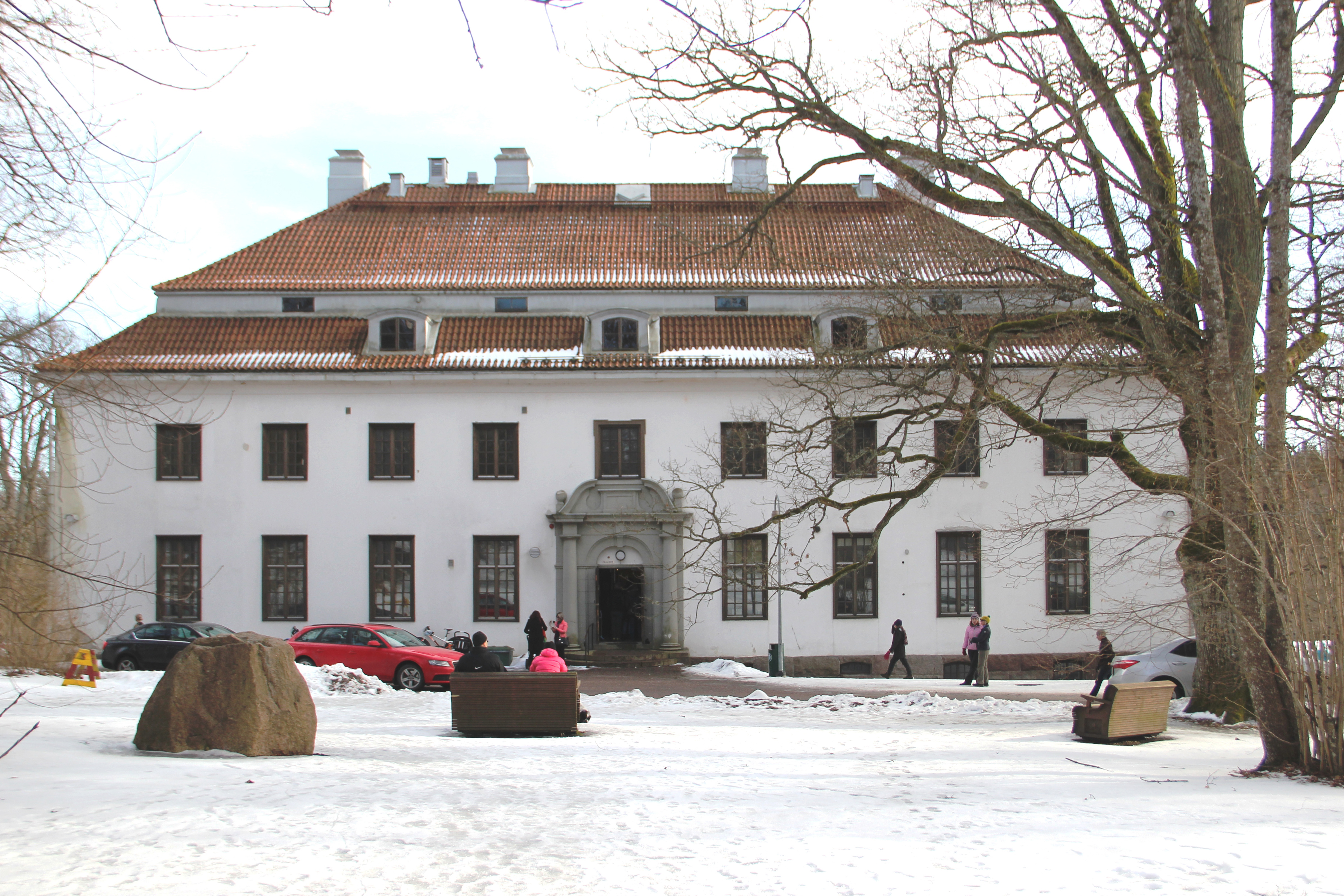
Träskända manor（フィンランド語版）。Bertel Liljequist（フィンランド語版）と共同設計してKirkkonummi（英語）に建設、1920年代

### 注記
1. ↑  （前列）トルステン・モンテリ（フィンランド語版）、エリエル・サーリネン、アルベルティナ・エストマンとWivi Lönn（後列）。